# Bergmannstraße (München)
Die Bergmannstraße ist eine Straße in München und liegt westlich der Innenstadt. Sie führt von der Landsberger Straße im Norden zur Ridlerstraße im Süden und liegt im Stadtbezirk Schwanthalerhöhe. Die vormals als Sendlinger Weg bezeichnete Straße wurde 1883 nach dem Juristen, Historiker und Archivar Michael Adam von Bergmann (1733–1783) benannt, der ab 1762 Stadtoberrichter und dann Bürgermeister in München war.

## Lage
Die Bergmannstraße befindet sich im Stadtbezirk Schwanthalerhöhe und hier im Bezirksteil Westend, einem klassischen Arbeiterviertel mit Genossenschaftsbauten aus der Zeit um 1900. Der Stadtbezirk ist mit rund 30.000 Einwohnern auf einer Fläche von etwas mehr als zwei Quadratkilometern eines der am dichtesten besiedelten Stadtviertel in München. Der Ausländeranteil ist mit 34,5 % (Stand 2015) einer der höchsten in der Stadt. Die Mietpreise bewegen sich hier im Vergleich mit den anderen Münchner Stadtbezirken auf einem mittleren Niveau.
Die Bergmannstraße liegt zentral im Stadtbezirk und verläuft in Nord-Süd-Richtung auf einer Länge von knapp 900 Metern. Die westliche Parallelstraße ist mit der Trappentreustraße ein Teil des Mittleren Rings, der hier jedoch größtenteils unterirdisch durch den Trappentreutunnel verläuft. Nördlich der Bergmannstraße verläuft die vielgleisige Eisenbahntrasse vom etwa 1,5 Kilometer östlich gelegenen Hauptbahnhof, südlich der Bergmannstraße verlaufen die davon abzweigenden Gleise des Münchner Südrings als Teil der Bahnstrecke München–Rosenheim. Die Theresienwiese, auf der alljährlich das Münchner Oktoberfest stattfindet, liegt etwa 800 Meter östlich der Bergmannstraße.

## Straßenverlauf
Die Bergmannstraße zweigt südlich von der Landsberger Straße ab, einer großen Ausfallstraße, die hier parallel zur Bahnstrecke München – Augsburg verläuft, das Stadtzentrum mit den westlichen Stadtteilen verbindet und weiter in Richtung Landsberg am Lech führt.
Der nördliche Teil der Bergmannstraße, die sich hier mit der Westendstraße kreuzt, ist geprägt durch überwiegend schlichte vier- bis fünfstöckige Mietshäuser und einzelne Kleingewerbebetriebe. Im mittleren Teil der Straße liegt auf der westlichen Seite mit dem Gollierplatz eine rund 10.000 Quadratmeter große Grünanlage. Auf der Ostseite der Straße befindet sich eine denkmalgeschützte mehrstöckige Wohnanlage aus den frühen 1920er Jahren. Südlich davon steht das Ledigenheim München, welches als Rohziegelbau im Stil der Neuen Sachlichkeit unter der Leitung des aus Unterfranken stammenden Architekten Theodor Fischer in den Jahren 1925 bis 1927 erbaut wurde. Auf der Westseite der Straße, direkt südlich des Gollierplatzes, befindet sich das von 1889 bis 1891 im Stil der Neorenaissance erbaute Gebäude der Volksschule (heute eine Grundschule). Etwas weiter südlich steht ein dreiflüglig um einen Vorplatz angeordneter Gebäudekomplex, in sachlichen Formen mit leicht expressionistischem Einschlag in den Jahren 1928 bis 1931 erbaut und aufgrund des hellgrünen Anstrichs auch Grüner Block genannt.
Weiter südlich befindet sich auf der Ostseite der Straße ein Postgebäude aus den Jahren 1926 bis 1928 im Stil der Neuen Sachlichkeit. Am südlichen Ende der Bergmannstraße befinden sich auf der Westseite mehrere Mietshäuser aus den Jahren 1898 bis 1909, erbaut im Stile des Neubarocks bzw. im Jugendstil.
Die Bergmannstraße stößt an ihrem Südende an die Ridlerstraße, die hier parallel zur Bahnstrecke des Südrings verläuft, welche vom Hauptbahnhof zum Ostbahnhof führt.

## Geschichte
Solange Neuhausen keine eigene Pfarrei war, war der Sendlinger Weg auch Kirchweg, da Taufen, Hochzeiten und Festgottesdienste in der Sendlinger Pfarrkirche St. Margaret stattfanden. Erst 1871 wurde die Winthirkirche zur Vikariatskirche und schließlich 1882 zur Pfarrkirche erhoben. Der befestigte Feldweg verlief wie die heutige Donnersbergerstraße, führte auf Höhe der jetzigen Richelstraße leicht nach Osten, überquerte die Bahngleise auf Höhe der Maillingerstraße und führte dann über die spätere Bergmannstraße weiter zur alten Sendlinger Kirche. In der Verlängerung der heutigen Maillingerstraße lag die Bergmannstraße auch auf der erweiterten Burgfriedensgrenze von 1846 bis 1852. Da die heutige Bergmannstraße an der Gemeindegrenze von Neuhausen und Sendling lag, wurde dort noch 1865 Pflasterzoll erhoben, zum Beispiel, wenn eine Hochzeitsgesellschaft die Grenze überschreiten wollte. 1877 wurde die Gemeinde Sendling eingemeindet, infolgedessen kam der Feldweg in die Münchner Stadtplanungshoheit. Nachdem im Zuge der Eingemeindung der Haderer Weg in Westendstraße umbenannt wurde, folgte 1883 die Benennung der Bergmannstraße.

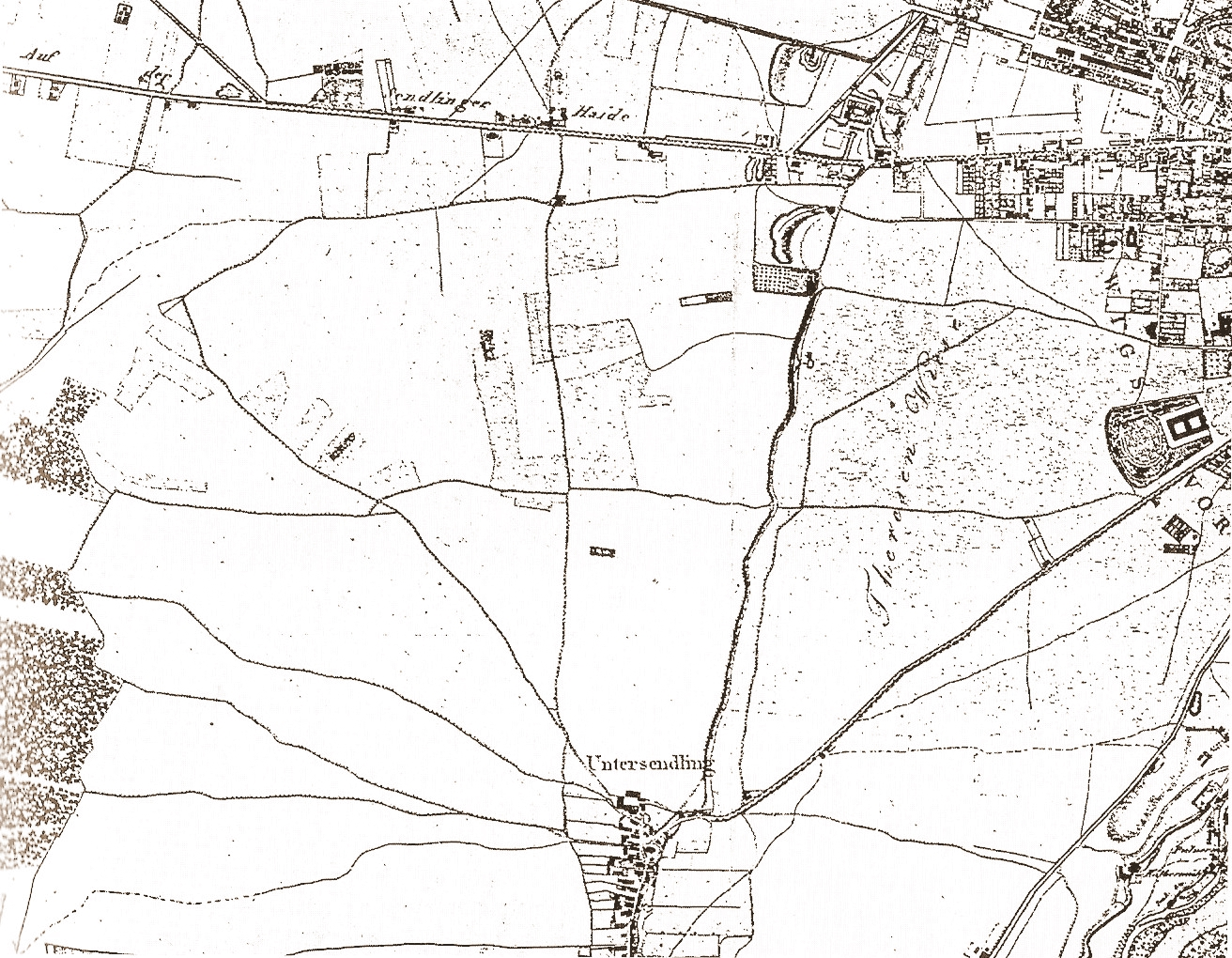
Karte Untersendling und Theresienwiese von 1812
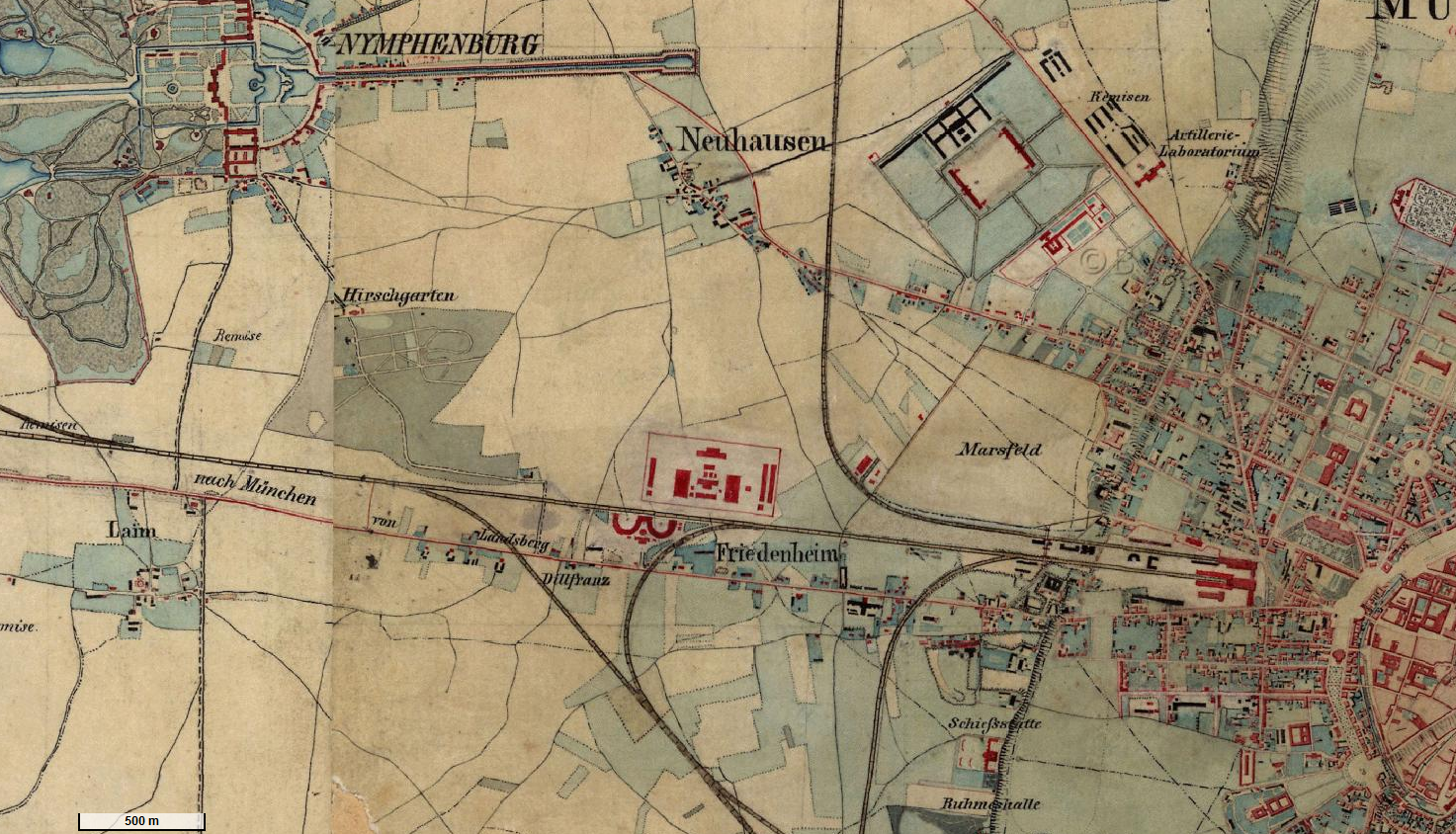
Urpositionsblatt 1856
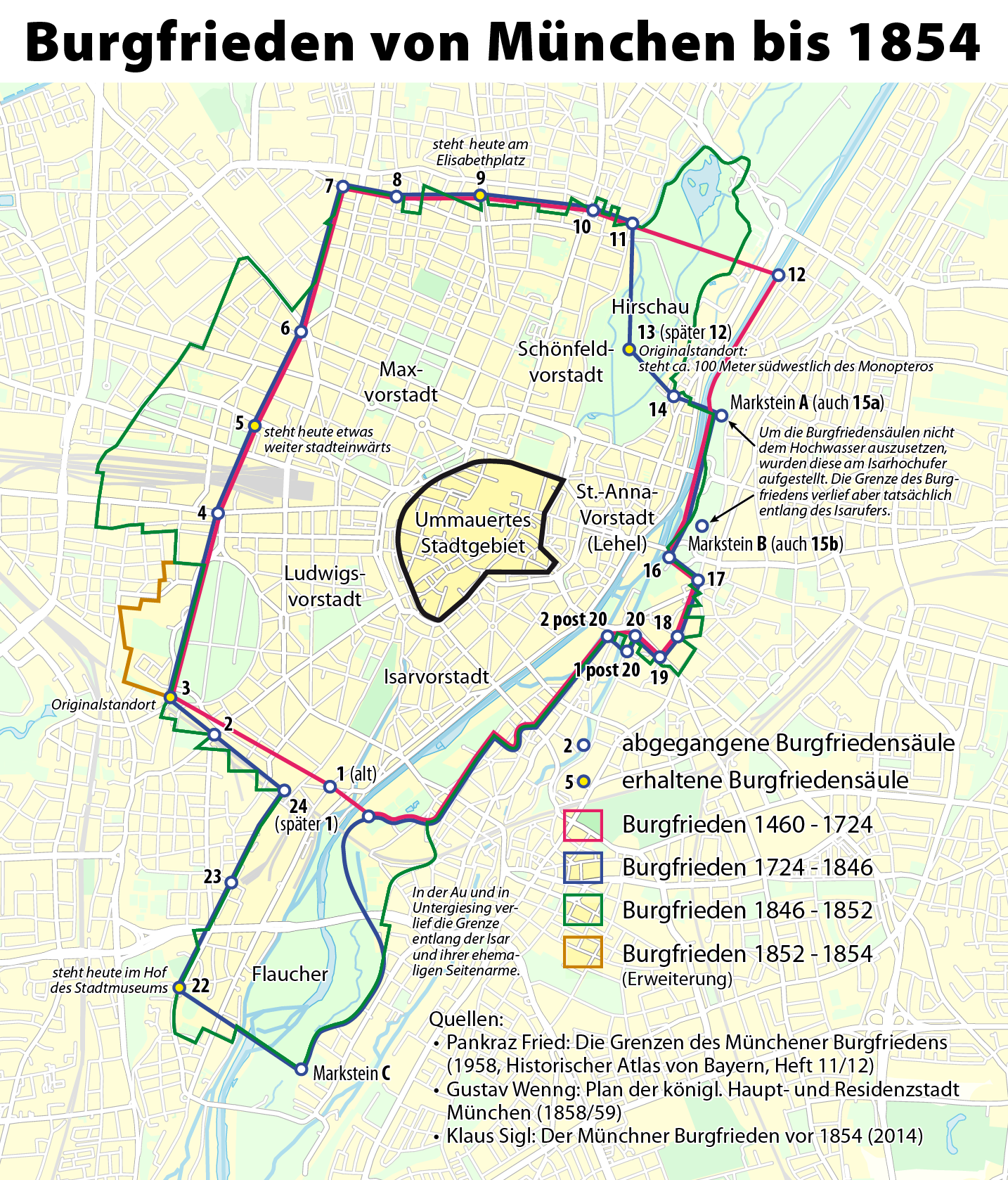
Karte der Burgfrieden von München, grüne Linie 1846 bis 1852
Plan der koenigl. Haupt und Residenzstadt Muenchen, 1858/59 von Gustav Wenng

## Kartographie
Die Straße ist in der 14. Auflage von 1891 des Brockhaus Konversations-Lexikons vollständig und bis zur Bergmannschule auch bebaut eingezeichnet.

## Verkehrsanbindung
Die einzige direkte Anbindung der Bergmannstraße an den öffentlichen Nahverkehr ist die Haltestelle Bergmannstraße der Buslinie 53 (Münchner Freiheit - Aidenbachstraße), die durch die Kazmairstraße fährt, eine Querstraße der Bergmannstraße.
Die nächsten U-Bahn-Stationen befinden sich in rund 400 Metern Entfernung, dies sind die Stationen Schwanthalerhöhe bzw. Heimeranplatz, letztere Station ist auch an das S-Bahn-Netz angebunden.

## Baudenkmäler
Direkt an der Bergmannstraße liegen zehn zwischen 1889 und 1927 errichtete Baudenkmäler im Jugend- oder neubarocken Stil bzw. im Stil der Neuen Sachlichkeit. Die Bergmannstraße durchquert das Ensemble Gollierplatz (E-1-62-000-19). Nr. 56, 58, 62, 64 und 66 am südwestlichen Ende der Bergmannstraße bilden eine zusammenhängende, ansehnliche, jedoch nicht einheitliche Gebäudegruppe.

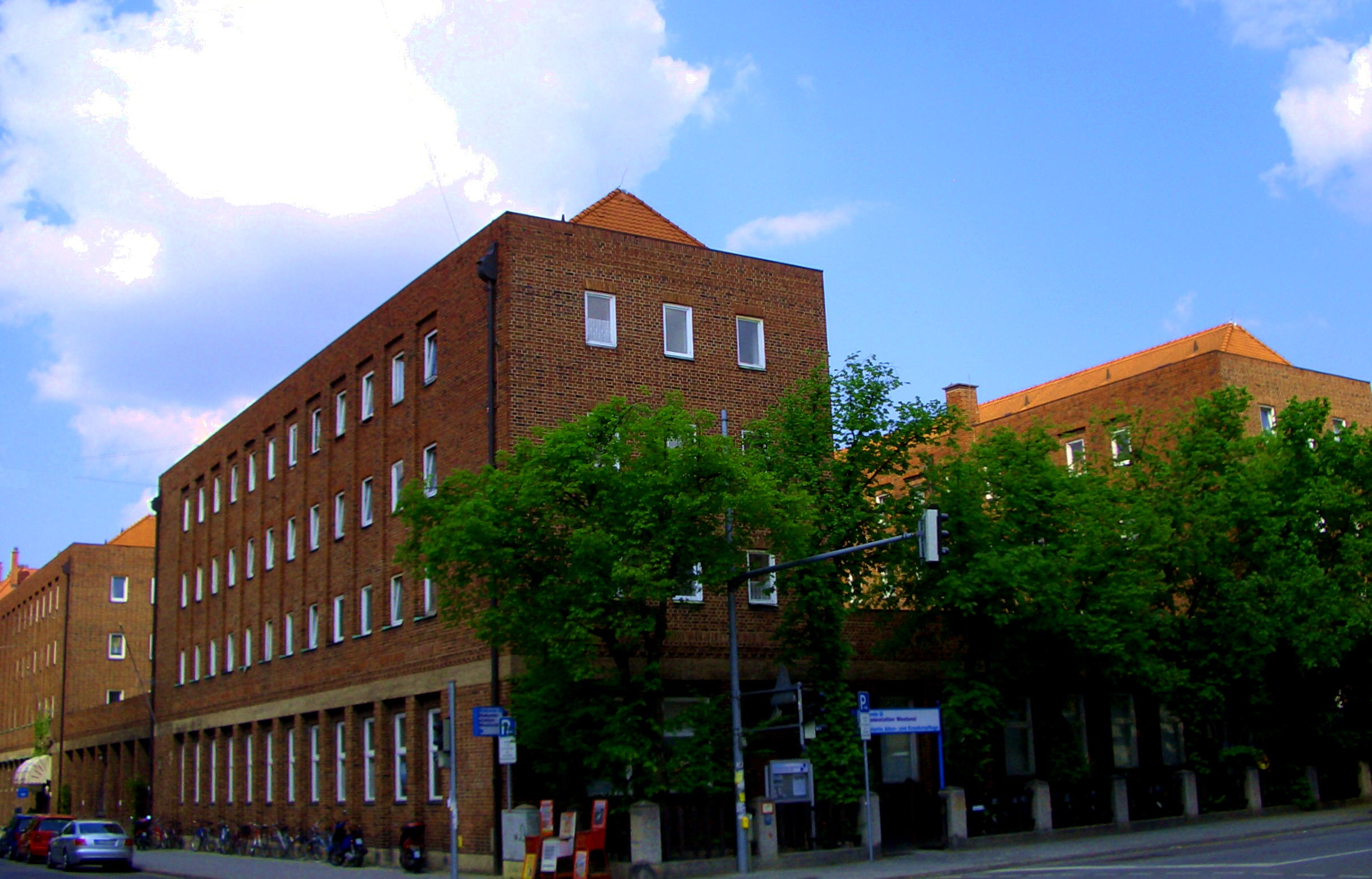
Nr. 35: Ledigenheim, 1925/27 von Theodor Fischer erbaut.
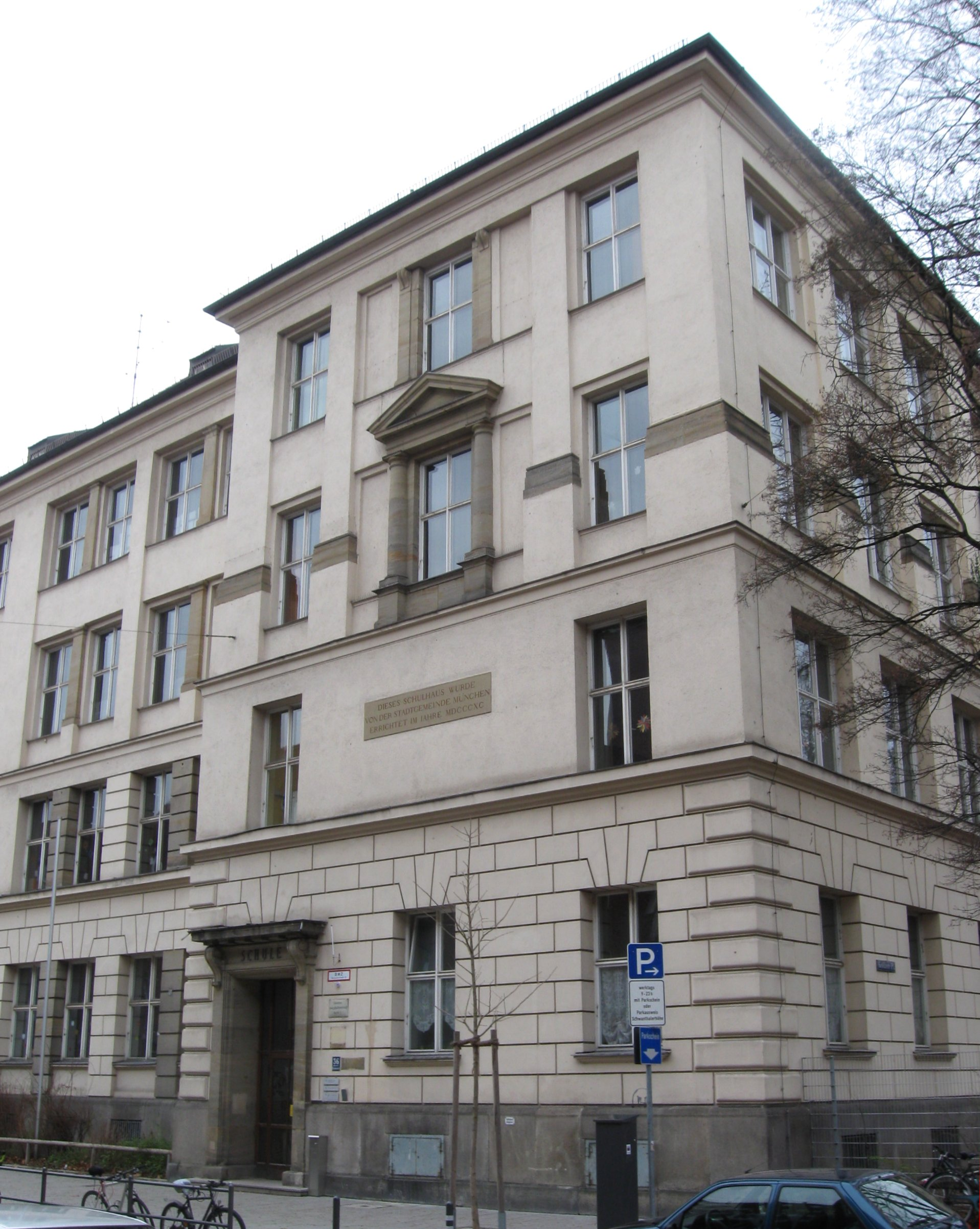
Nr. 36: Volksschule, 1889/91 von Friedrich Löwel und Carl Hocheder erbaut.
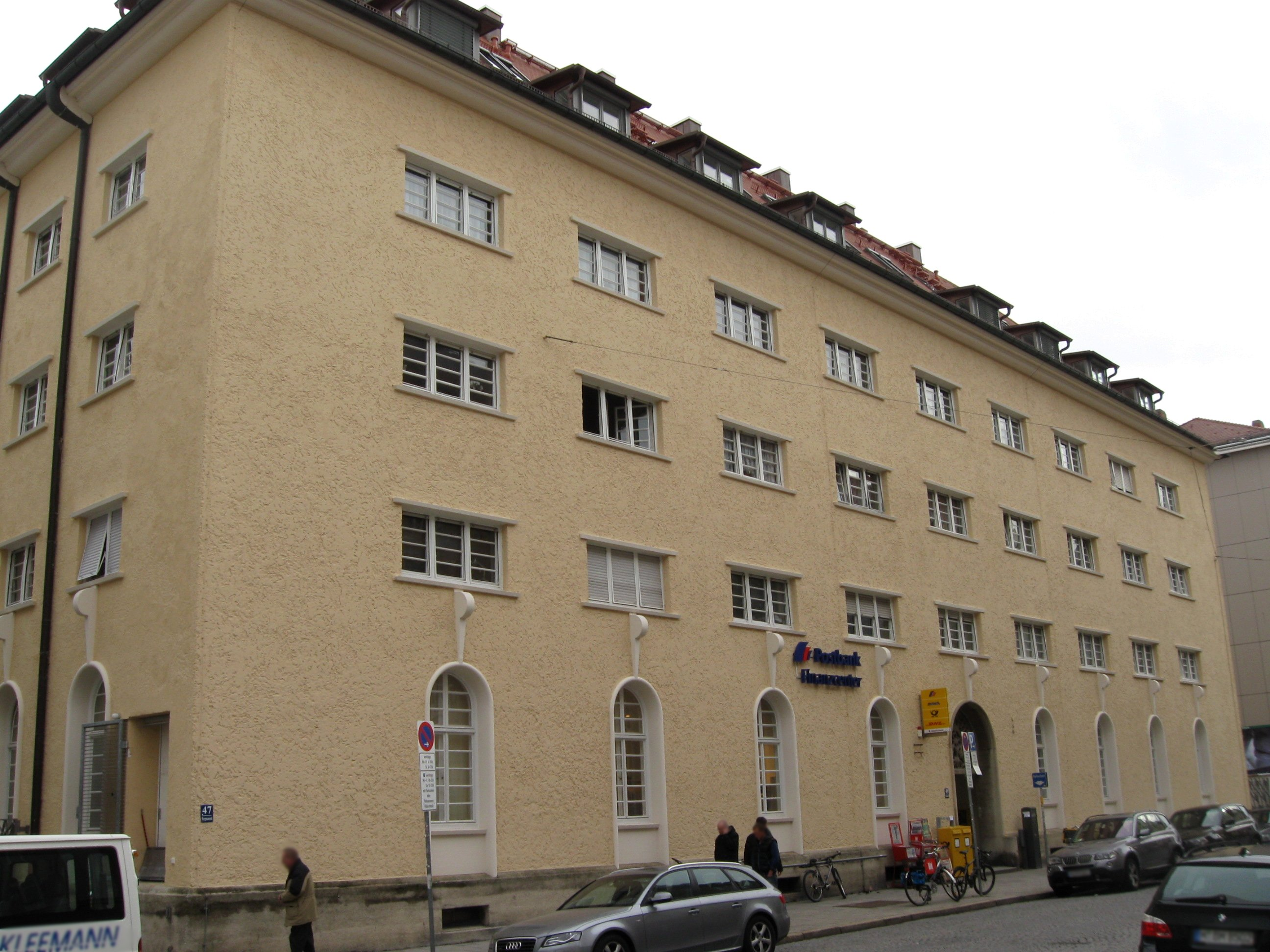
Nr. 47: Postamt, 1925/26 von Franz Holzhammer, Robert Vorhoelzer und Walther Schmidt erbaut.
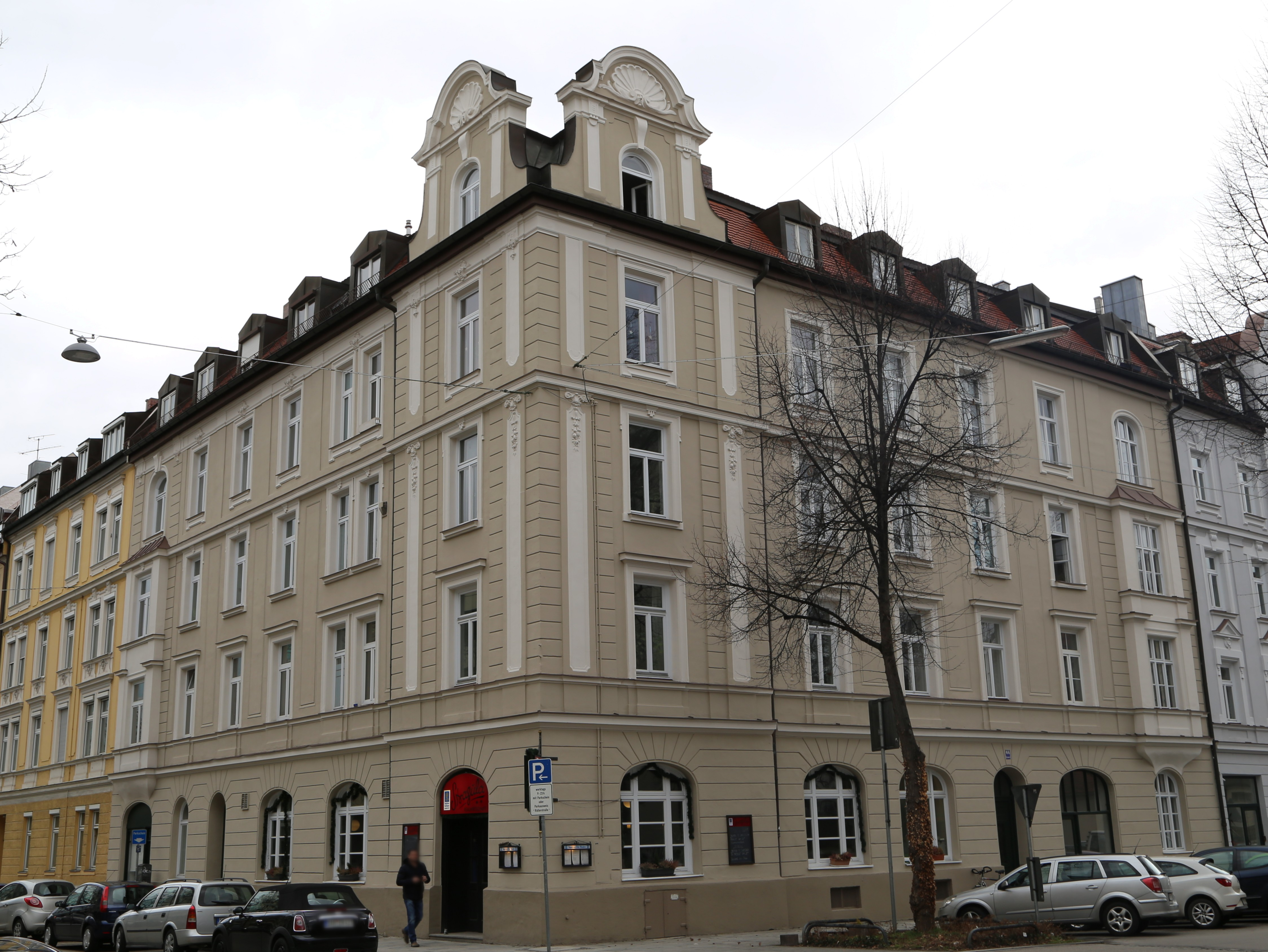
Nr. 66: neubarocker Eckbau zur Ridlerstraße, 1898–99 von Anton Wörz erbaut

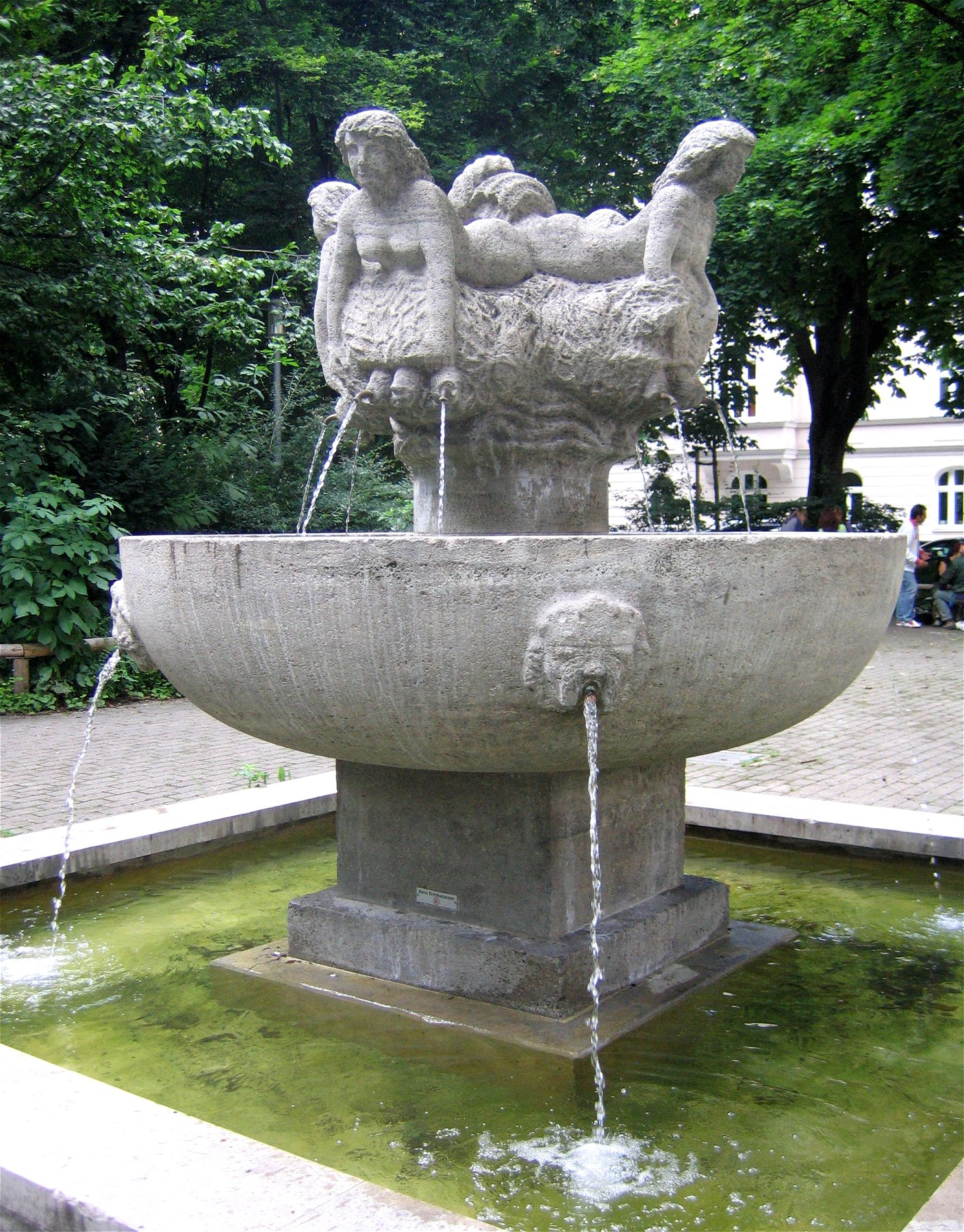
Der Nymphenbrunnen am Gollierplatz

Am Gollierplatz steht zur Bergmannstraße hin der sogenannte Nymphenbrunnen von Elmar Dietz aus den 1930er Jahren.

## Weitere bemerkenswerte Häuser
- Im Haus Bergmannstraße 35 befindet sich das Ledigenheim München, neben dem Ledigenheim Hamburg Europas letztes Heim dieser Art.[10]
- Die »Bergmannschule« (Bergmannstraße 36):
  - Georg Kerschensteiner eröffnete die erste seiner Münchener Hilfsschulklassen damals noch in einer Baracke auf dem Hof der Bergmannschule. Ab Herbst 1902 unterrichtete dort in seinem Auftrag Rupert Egenberger Kinder mit unterschiedlichen Behinderungen.
  - Die Schule war im Zweiten Weltkrieg eine Kaserne, in der vier Studentenkompanien untergebracht waren. In der 2. Studentenkompanie der Medizinstudenten mussten mit Hans Scholl, Alexander Schmorell und Willi Graf bekannte Mitglieder der Widerstandsgruppe Weiße Rose ihren Militärdienst leisten.
  - Das Gebäude war vom 22. Januar bis 24. April 1945 ein Außen- oder Nebenlager des KZ Dachau, in dem männliche Häftlinge Dienstleistungen erbringen mussten.[11]
- Im Haus Bergmannstraße 46 („Griechisches Haus“) befindet sich das Evangelische Migrationszentrum in München.[12]
- Im Haus Bergmannstraße 66 wird die Kleinkunstbühne Stragula betrieben.